# Ebba Nørager
Ebba Solveig Martha Nørager (født 4. december 1927 i København, død 10. februar 2021) var en dansk skuespillerinde.
Ebba Nørager blev uddannet fra Alliancescenernes Elevskole i 1947. Herefter var hun engageret på Odense Teater i perioden 1947-49.
Som freelance har hun optrådt på bl.a. Det ny Teater, Skolescenen, Riddersalen, Allé Scenen og Fiolteatret. Hun har bl.a. medvirket i Vor by, Påske, Pigeleg, Heksejagt, En duft af honning og Anne Franks dagbog.
Hun fik indspillet to film, Smedestræde 4 (1950) og Unge piger forsvinder i København (1951).
Ebba Nørager var i en del år afdelingsleder i Indlæsningscentralen på Statens Bibliotek og Trykkeri for Blinde, hvor hun indlæste en lang række lydbøger
Hun har ligeledes medvirket i tv-serien En By i Provinsen, afsnit 11. "Brand" (1979).
Ebba Nørager blev i 1975 tildelt en æresbolig i Skuespillerforeningen af 1879´s hus på Bispebjerg.
Ebba Nørager var fortsat aktiv til sin død.